# Курон Веноста
Ку̀рон Вено̀ста (на италиански: Curon Venosta; на немски: Graun in Vinschgau, Граун ин Финшгау) е село и община в Северна Италия, автономна провинция Южен Тирол, автономен регион Трентино-Южен Тирол. Разположено е на 1520 m надморска височина. Населението на общината е 2447 души (към 2010 г.).

## Език
Официални общински езици са и италианският и немският. Най-голямата част от населението говори немски.
| %     | Роден език      |
| 2,66  | Италиански език |
| 97,34 | Немски език     |
| 0,00  | Ладински език   |